# Oleg Wladimirowitsch Medwedew
Oleg Wladimirowitsch Medwedew (russisch Олег Владимирович Медведев; * 14. Juni 1986 in Tschussowoi, Region Perm) ist ein russischer Rennrodler.
Oleg Medwedew ist seit der Saison 2008/09 Partner von Iwan Newmerschizki. Er ist als Untermann des Doppels Nachfolger von Wladimir Prochorow, mit dem Newmerschizki bis zur Vorsaison international unterwegs war. Bestes Resultat einer guten, aber bislang nicht herausragenden ersten Saison war ein zehnter Rang auf der kombinierten Kunsteisbahn am Königssee.